# Praška nadbiskupija
Praška nadbiskupija (češ. Arcidiecéze pražská, lat. Archidioecesis Pragensis) je katolička nadbiskupija latinskog obreda u Češkoj Republici, sa sjedištem u glavnom gradu Pragu.
Praška nadbiskupija je osnovana 973. kao Praška biskupija, a papa Klement VI. ju je 30. travnja 1344. uzdignuo na razinu nadbiskupije. Trenutni nadbiskup je Jan Graubner.

## Unutarnje poveznice
- Dodatak:Popis nadbiskupa Praške nadbiskupije
- Nadbiskupija Olomouc
- Katolička Crkva u Češkoj

## Vanjske poveznice
- GCatholic.org (engl.)
- Catholic Hierarchy (engl.)
- http://www.apha.cz/en/  Arhivirana inačica izvorne stranice od 12. srpnja 2016. (Wayback Machine)